# Cacia albocancellata
Cacia albocancellata är en skalbaggsart som beskrevs av Stefan von Breuning 1974. Cacia albocancellata ingår i släktet Cacia och familjen långhorningar.
Artens utbredningsområde är Filippinerna. Inga underarter finns listade.